# 安利美特
安利美特是日本最大的動畫、漫畫、遊戲及其周邊精品銷售連鎖店。第一家店舖（同時也是總店）於1983年開設於日本東京都池袋。
目前安利美特於日本有110家分店，在台灣台北市、台中市、高雄市有海外分店。其子公司在中国大陆設有網路商店并在部分城市设立门店/专柜。

### JPN

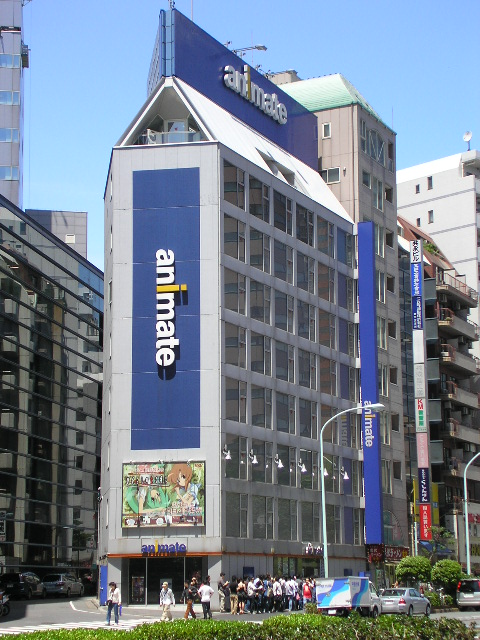
安利美特池袋舊總店

## 分店地點一覽

### 日本
| 城市     | 分店 |
| 北海道   | 札幌（cafe） 旭川 函館 新千岁机场 钏路                                                                              |
| 青森縣   | 青森 八戸 弘前 |
| 岩手縣   | 盛岡 |
| 宮城縣   | 仙台（cafe、acos）                                                                                                  |
| 秋田縣   | 秋田 |
| 山形縣   | 山形 |
| 福島縣   | 福島 郡山 |
| 茨城縣   | 水戸 土浦 |
| 栃木縣   | 宇都宮 小山 |
| 群馬縣   | 高崎 |
| 埼玉縣   | 大宮 川越 所沢 南越谷 川口 熊谷 菖蒲 富士見 越谷                                                                    |
| 千葉縣   | 千葉 津田沼 柏 松戶 船桥 木更津                                                                                     |
| 東京都   | 池袋本店（cafe、acos） 澁谷、新宿（cafe、acos） 秋葉原 吉祥寺 立川 八王子 町田 蒲田 錦町 圣迹樱丘 多摩中心 武藏村山 |
| 神奈川縣 | 橫濱 藤澤 小田原 本厚木 川崎 横须贺 海老名                                                                          |
| 新潟縣   | 新潟（acos） 長岡                                                                                                   |
| 富山縣   | 富山 |
| 石川縣   | 金沢 |
| 福井縣   | 福井 |
| 山梨縣   | 甲府 |
| 長野縣   | 長野 松本 |
| 岐阜縣   | 岐阜 |
| 静岡縣   | 静岡 濱松 沼津 富士宮 天王町                                                                                        |
| 愛知縣   | 名古屋（cafe、acos） 豊橋 豊田 东冈崎 金山 南大高 矢场町                                                            |
| 京都府   | 京都 |
| 大阪府   | 天王寺（cafe） 日本橋（cafe、acos） 京橋 布施 高槻 梅田                                                             |
| 兵庫縣   | 三宮 川西 姫路 明石                                                                                                 |
| 奈良縣   | 奈良 |
| 岡山縣   | 岡山 |
| 廣島縣   | 廣島 福山 東廣島 |
| 鳥取縣   | 米子 |
| 山口縣   | 防府 |
| 德島縣   | 德島 |
| 香川縣   | 高松 |
| 愛媛縣   | 松山 |
| 高知縣   | 高知 |
| 福岡縣   | 福岡天神 小倉 筑紫野                                                                                                |
| 佐賀縣   | 佐賀 |
| 長崎縣   | 長崎 佐世保 |
| 熊本縣   | 熊本 |
| 大分縣   | 大分 |
| 宮崎縣   | 宮崎 |
| 鹿兒島縣 | 鹿兒島 |
| 沖繩縣   | 那霸 |

### 海外

#### 臺灣
2000年安利美特、台灣角川跟農學物流（原農學社）合資成立安利美特股份有限公司（Animate Oversea Co., Ltd.），總部設於台北市，負責台港安利美特的營運。網路商店於2016年6月設立。
| 分店             | 地址 | 相片 |
| 台北總店（cafe） | 台北市中正區中華路一段39號B1（2000年9月第一間門市於西門町設立，後搬遷至現址並於2015年5月15日開幕，台糖騰雲大樓內） |      |
| 台中店           | 台中市北區三民路三段50之3號（原台中逢甲店，2018年7月28日開幕）原逢甲店則是2013年開幕                               |      |
| 高雄店           | 台灣高雄市三民區建國二路318號B3（位於捷運R11高雄車站B3，墨凡・高雄駅一番街內，2023年9月1號開幕）                   |      |

#### 中国大陆
魅特（上海）商贸有限公司（Animate Shanghai Co., Ltd.）
Animate集团公司旗下Animate的全资子公司，2011年5月正式进驻中国大陆。
自成立起，参加过中国国际动漫游戏博览会（CCG）、穗港澳动漫游戏展（ACG）等大型动漫游戏展览会。
2012年1月6日在淘宝天猫商城正式开通网店，并先后在上海、北京、南京、成都等地设立专柜。
天猫网店（meitewj.tmall.com）
Animate的淘宝天猫旗舰店于2012年1月6日开业，网店进行着多种动漫商品的预约和贩售。
线下门店
Animate已在多个主要城市开设了门店：
| 门店                                           | 地址                                                                | 相片                                  |
| 上海旗舰店 （2023年9月8日开业）                | 上海市黄浦区南京东路340-372号 百联ZX创趣场5层                       | animate上海旗舰店周边售卖区           |
| 上海五角场店 （2025年5月1日开业）              | 上海市杨浦区四平路2500号百联ZX造趣场1层                             |                                       |
| animate cafe 上海店 animate cafe STAND 上海店  | 上海市静安区西藏北路198号 静安大悦城N809-1、N809-2(STAND)           |                                       |
| 北京店                                         | 北京市朝阳区工体东路16号 中图外文书店3层                            |                                       |
| animate cafe STAND 北京店                      | 北京市朝阳区朝阳公园南路1号（朝阳公园内） 微博IN跨次元引力场1层1002 |                                       |
| 广州店 （2022年7月9日开业）                    | 广东省广州市越秀区吉祥路1号 动漫星城东区负2层E2048-2049、2053       | animate广州店一区 · animate广州店二区 |
| animate cafe STAND 广州店 （2024年7月8日开业） | 广东省广州市越秀区吉祥路1号 动漫星城东区负2层E2017-2018铺           | Animate cafe 广州店                   |
| 成都店 （2024年11月8日开业）                   | 四川省成都市锦江区东御街18号1栋 天府红购物中心负1层1号B1005         |                                       |

展会
自进驻中国大陆以来一直活跃于多种展会活动，会推出不少展会才能买得到的限定商品。

### 已關閉店舗
日本
| 城市   | 分店                        |
| 東京都 | 新橋→田町（2002年7月閉店）  |
| 東京都 | 北千住（2006年1月退出連鎖） |
| 石川縣 | 金澤                        |
| 長野縣 | 長野（與現今的分店不同）    |
| 大阪府 | 大阪                        |

海外
 美国
| 城市     | 分店   |
| 美國加州 | 洛杉磯 |

 臺灣
| 分店                                                          | 地址                                                                 | 相片                 |
| 台北西門店（2010年6月8日閉店，移轉至台北旗艦店）              |                                                                      | 原安利美特台北西門店 |
| 台北光華店（2011年7月9日開幕，2013年5月15日轉移到台中逢甲店） |                                                                      | 原安利美特台北光華店 |
| 台北旗艦店（2015年4月19日閉店，移轉至台北總店）               |                                                                      | 原安利美特台北旗艦店 |
| 大直ATT店                                                     | 台北市中山區敬業三路123號1樓51櫃位（ATT e Life內）營運至2023年5月7日 |                      |

 中国大陆
| 门店                                              | 地址                                                            | 相片                |
| 上海店 （2023年8月31日后关闭， 转移至上海旗舰店） | 上海市黄浦区福州路390号 外文书店4楼                             | Animate上海店       |
| 上海环球港店 （2022年7月20日后关闭）              | 上海市普陀区中山北路3300号 上海环球港B2层13号（太阳厅）         |                     |
| 上海松江印象城店 （2022年7月20日后关闭）          | 上海市松江区广富林路1788弄 松江印象城LB1-72                     |                     |
| 上海大学路店 （2025年4月13日后关闭）              | 上海市杨浦区大学路288号1层                                      | Animate上海大学路店 |
| 广州专柜 （转移至广州店）                         | 广东省广州市越秀区北京路314号 联合书店3楼                       |                     |
| 成都专柜 （2014年末关闭）                         | 四川省成都市金牛区抚琴西路89号 成都次元口袋店专柜               | Animate成都专柜     |
| 南京专柜                                          | 江苏省南京市玄武区中山路100号凯润金城2号 南京IST艾尚天地 UTT2楼 | Animate南京专柜     |

 香港
旺角店為日本Animate與香港中華書局合作的動漫精品店，主力售賣日本動漫精品、漫畫及輕小說。香港店是以「動漫世界 - Manga shop」名義經營，有別於另一家同業「宇宙船 - animate」。
| 分店       | 地址                                                                 |
| 元朗店     | 香港新界元朗青山公路49-63號（三聯書店内，沒有續租）                  |
| 香港旺角店 | 香港九龍旺角彌敦道740號A（2012年7月16日開幕–2020年10月28日租約期滿） |

## 外部連結
- アニメのことならアニメイト - アニメグッズ専門店 （页面存档备份，存于）（日語）
  - 株式会社アニメイト的Facebook專頁（日語）
- 台灣安利美特 （页面存档备份，存于）（繁體中文）
  - 台灣安利美特online shop粉絲團的Facebook專頁（繁體中文）
  - 安利美特台北店的Facebook專頁（繁體中文）
  - 安利美特股份有限公司—台灣公司資料
- Animate中国的新浪微博（简体中文）